# Кострома (река, Сахалин)
Кострома (Костроминка) — река на острове Сахалин.
Впадает в Татарский пролив, протекает по территории Холмского городского округа Сахалинской области.
Общая протяжённость реки составляет 51 км. Площадь водосборного бассейна составляет 258 км². Общее направление течения с востока на запад. В долине реки расположены села Холмского городского округа — Павино и Костромское.

## Данные водного реестра
По данным государственного водного реестра России относится к Амурскому бассейновому округу.
Код объекта в государственном водном реестре — 20050000212118300007189.